# Liste der Kulturdenkmale in Beidenfleth
In der Liste der Kulturdenkmale in Beidenfleth sind alle Kulturdenkmale der schleswig-holsteinischen Gemeinde Beidenfleth (Kreis Steinburg) und ihrer Ortsteile aufgelistet  (Stand: 14. April 2025).

## Legende
In den Spalten befinden sich folgende Informationen:
- Objekt-ID: die Nummer des Kulturdenkmales
- Lage: die Adresse des Kulturdenkmales und die geographischen Koordinaten. Kartenansicht, um Koordinaten zu setzen. In der Kartenansicht sind Kulturdenkmale ohne Koordinaten mit einem roten Marker dargestellt und können in der Karte gesetzt werden. Kulturdenkmale ohne Bild sind mit einem blauen Marker gekennzeichnet, Kulturdenkmale mit Bild mit einem grünen Marker.
- Offizielle Bezeichnung: Bezeichnung des Kulturdenkmales
- Beschreibung: die Beschreibung des Kulturdenkmales
- Bild: ein Bild des Kulturdenkmales

## Sachgesamtheiten
| Objekt-ID      | Lage                                      | Offizielle Bezeichnung | Beschreibung | Bild                             |
| -------------- | ----------------------------------------- | ---------------------- | --- | -------------------------------- |
| 41014 Wikidata | Oberes Dorf (53° 52′ 46″ N, 9° 24′ 54″ O) | Kirche St. Nicolai     | Aktualisierung vorgesehen - Begründung: geschichtlich, künstlerisch, städtebaulich, Kulturlandschaft prägend - Schutzumfang: Kirche St. Nicolai mit Ausstattung, Glockenturm, Kirchhof, Grabmale bis 1870 | weitere Fotos \| Fotos hochladen |

## Bauliche Anlagen
| Objekt-ID     | Lage                                          | Offizielle Bezeichnung             | Beschreibung | Bild                             |
| ------------- | --------------------------------------------- | ---------------------------------- | --- | -------------------------------- |
| 6793 Wikidata | Groß Kampen 18 (53° 54′ 11″ N, 9° 25′ 22″ O)  | Barghaus mit Göpelschauer          | Alteintragung (Aktualisierung vorgesehen) - Begründung: geschichtlich, Kulturlandschaft prägend - Schutzumfang: gesamtes Objekt - Denkmaltyp: Bauliche Anlage | BW                               |
| 6361 Wikidata | Groß Kampen 20 (53° 54′ 5″ N, 9° 24′ 50″ O)   | Husmannshus                        | Alteintragung (Aktualisierung vorgesehen) - Begründung: Alteintragung (Aktualisierung vorgesehen) - Schutzumfang: Alteintragung (Aktualisierung vorgesehen) - Denkmaltyp: Bauliche Anlage | BW                               |
| 3963 Wikidata | Oberes Dorf (53° 52′ 46″ N, 9° 24′ 54″ O)     | Kirche St. Nicolai mit Ausstattung | Alteintragung (Aktualisierung vorgesehen) - Begründung: geschichtlich, künstlerisch, städtebaulich - Schutzumfang: Kirche St. Nicolai mit Ausstattung, Glockenturm - Denkmaltyp: Bauliche Anlage, Sachgesamtheit: Kirche St. Nicolai | weitere Fotos \| Fotos hochladen |
| 6851 Wikidata | Uhrendorf 1 (53° 52′ 36″ N, 9° 24′ 59″ O)     | Wohnhaus                           | Alteintragung (Aktualisierung vorgesehen) - Begründung: geschichtlich, künstlerisch, städtebaulich - Schutzumfang: gesamtes Objekt - Denkmaltyp: Bauliche Anlage | BW                               |
| 15622         | Uhrendorf 29 (53° 51′ 28″ N, 9° 24′ 43″ O)    | Bargscheune                        | Bargscheune; wohl 1. Hälfte 19. Jh.; ursprünglich komplett in Reet gedeckte Bargscheune unter Walmdach mit niedrigen Traufseiten und Eulengiebeln, im Inneren Gulfkonstruktion aus zwei durch eine Mitteleinfahrt mit Diele erschlossenen Stühlen und zwei seitliche Kübbungen - Schutzumfang: Bargscheune - Begründung: Geschichtlich, Kulturlandschaftlich, Wissenschaftlich | BW                               |
| 6855 Wikidata | Unteres Dorf 30 (53° 52′ 37″ N, 9° 24′ 56″ O) | Wohnhaus                           | Alteintragung (Aktualisierung vorgesehen) - Begründung: geschichtlich, künstlerisch, städtebaulich - Schutzumfang: gesamtes Objekt - Denkmaltyp: Bauliche Anlage | BW                               |

## Gründenkmale
| Objekt-ID      | Lage                                      | Offizielle Bezeichnung | Beschreibung | Bild            |
| -------------- | ----------------------------------------- | ---------------------- | --- | --------------- |
| 19705 Wikidata | Oberes Dorf (53° 52′ 45″ N, 9° 24′ 54″ O) | Kirchhof               | Alteintragung (Aktualisierung vorgesehen) - Begründung: geschichtlich, Kulturlandschaft prägend - Schutzumfang: Kirchhof, Grabmale bis 1870 - Denkmaltyp: Gründenkmal, Sachgesamtheit: Kirche St. Nicolai | Fotos hochladen |